# Jawa 50
Jawa 50 – motorower produkcji czechosłowackiej wyposażony w silnik Jawa 223. 
Występował w czterech postaciach: Jawy typ 20, zwanej potocznie ''kaczka'', lub ''pancerka'', Jawy skuter typ 21 SPORT (stopnie do nóg), Jawy 50 Golden sport i Jawy mustang typ 23P, których produkcja rozpoczęła się w latach 60. Motorowery te pochodzą od dawniejszych motocykli Jawa: 550, 555 i J-05 – doświadczenia z tych konstrukcji pomogły projektantom w stworzeniu wygodnych motorowerów z dobrymi jak na tamte czasy osiągami: 3,5 KM przy 6500 obr./min oraz 4 Nm przy 6250 obr./min. Silniki te przy imporcie do Polski były blokowane ze względu na ograniczenia prędkości motoroweru przez: zmniejszenie otworu króćca, przedłużenie kolanka, zmianę wyprzedzenia zapłonu oraz zmniejszone dysze, co dało 2 KM przy 4500 obr./min oraz zmniejszenie maksymalnego momentu obrotowego do ok. 3,5 Nm. 
Silniki te zostały wykorzystane w Ogarze 200, ze względu na dobre osiągi i brak polskich silników, które sprostałyby stawianym im wymaganiom. 
Następcą Jawy 50 została po 11 latach przerwy, w 1994 roku, Jawa Robby 50 typu enduro.

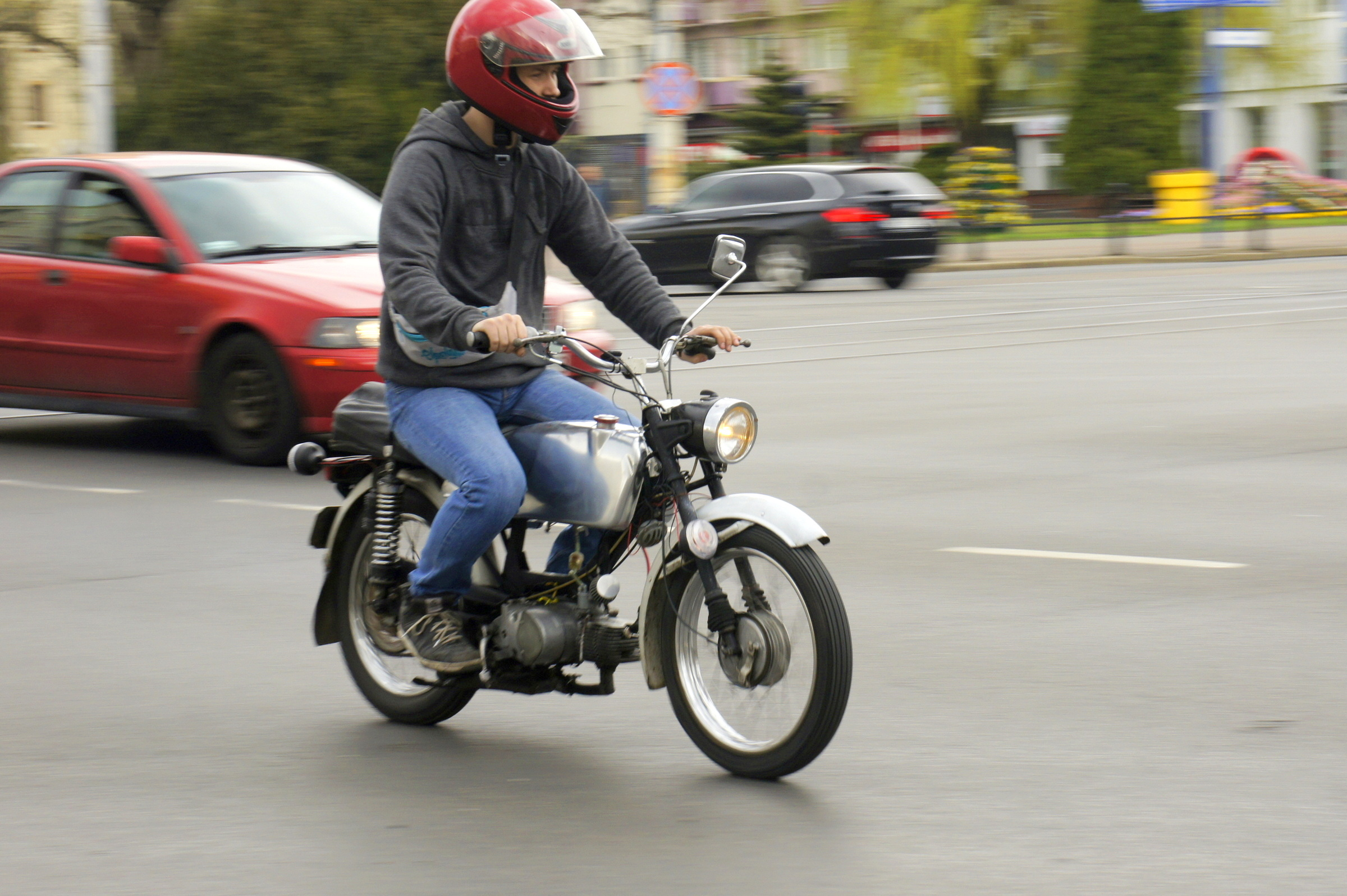
Jawa mustang w ruchu ulicznym